# Broń balistyczna
Broń balistyczna – broń przeznaczona do badań balistycznych właściwości prochów i nabojów.
Broń balistyczna dzieli się na:
- ciśnieniową - przeznaczoną do pomiarów ciśnienia gazów prochowych;
- szybkościową - przeznaczoną do pomiarów prędkości początkowej pocisków;
- do badania rozrzutu (skupienia) pocisków nowo wyprodukowanej amunicji lub innych specjalnych badań balistycznych.

Ze względu na wymagania techniczne broń balistyczną dzieli się na trzy kategorie:
- roboczą;
- kontrolną;
- wzorcową.

Na podstawie wyników strzelań amunicją wzorcową przeprowadza się klasyfikację broni balistycznej.